# Autoruit

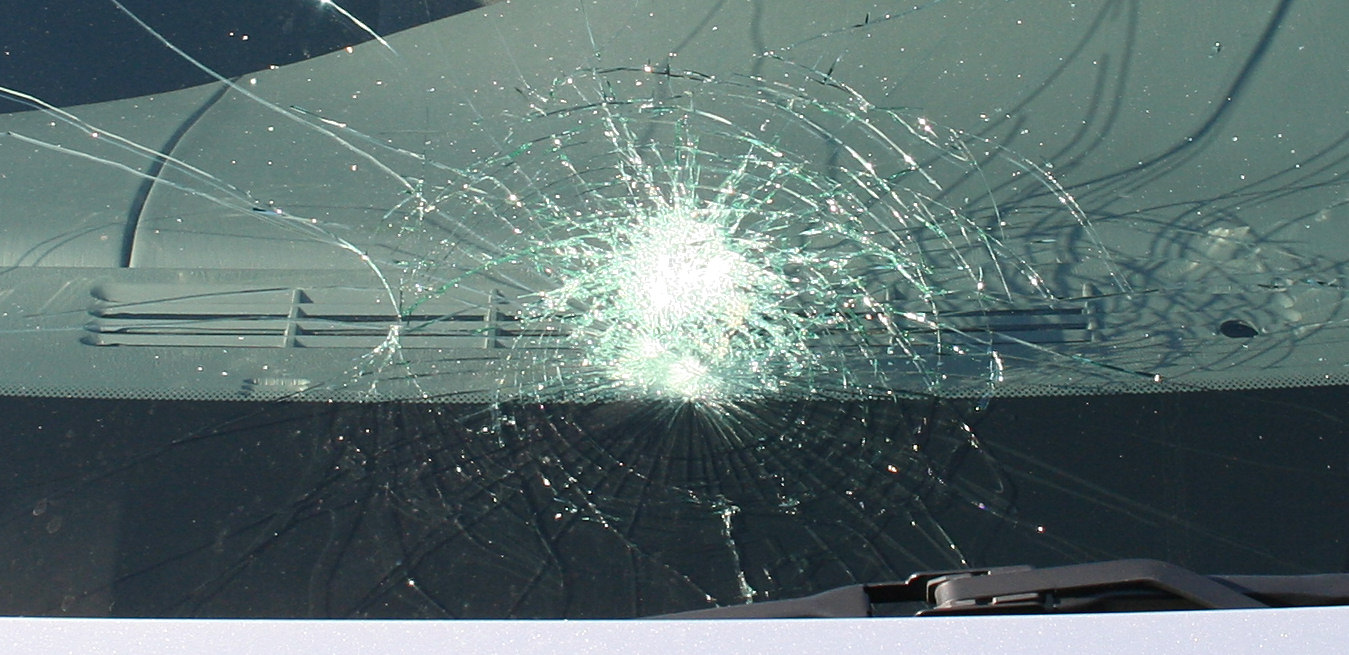
Een gebarsten voorruit van gelaagd veiligheidsglas

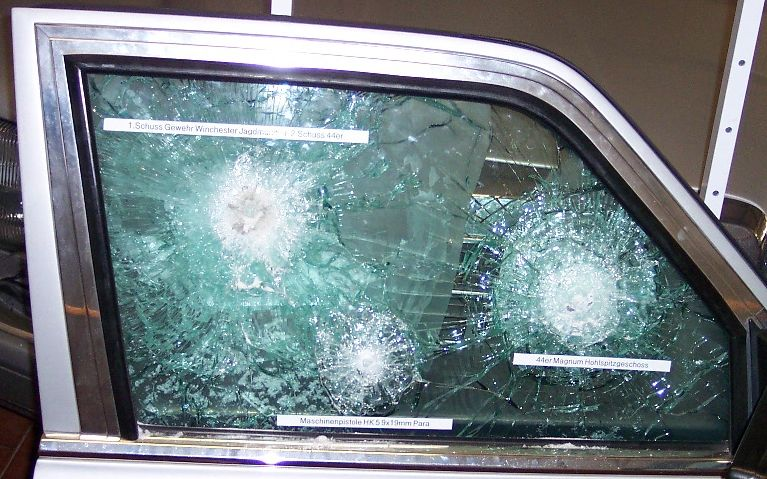
Een autoruit van kogelbestendig glas

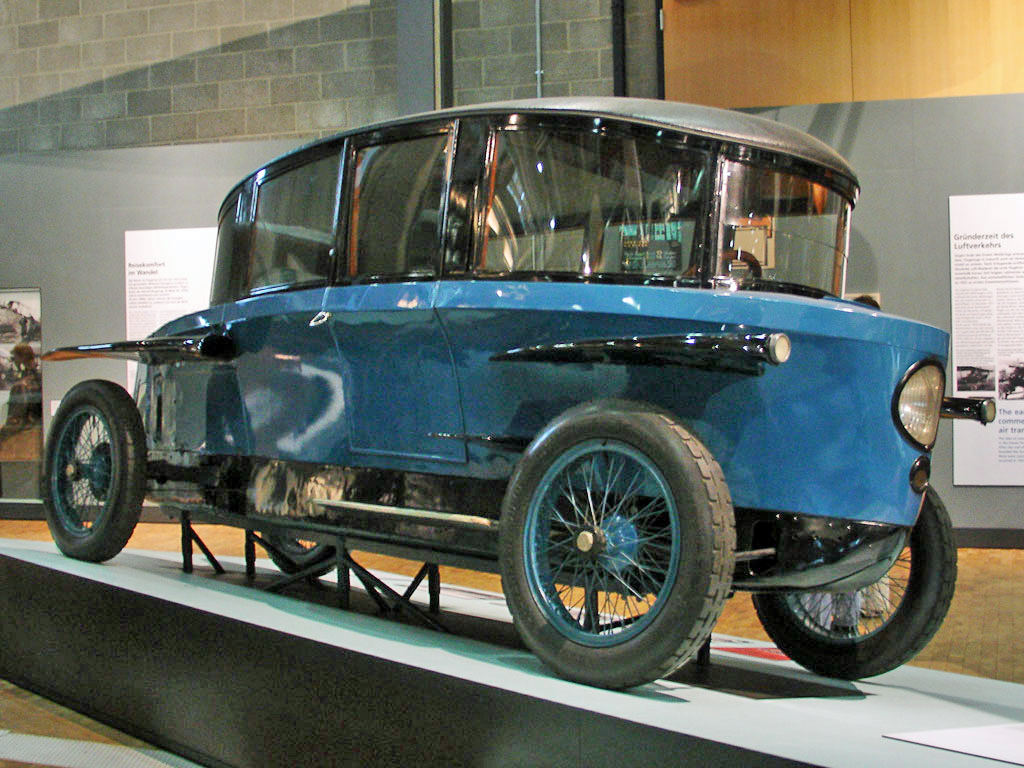
Rumpler Tropfenwagen in het Deutsches Technikmuseum Berlin

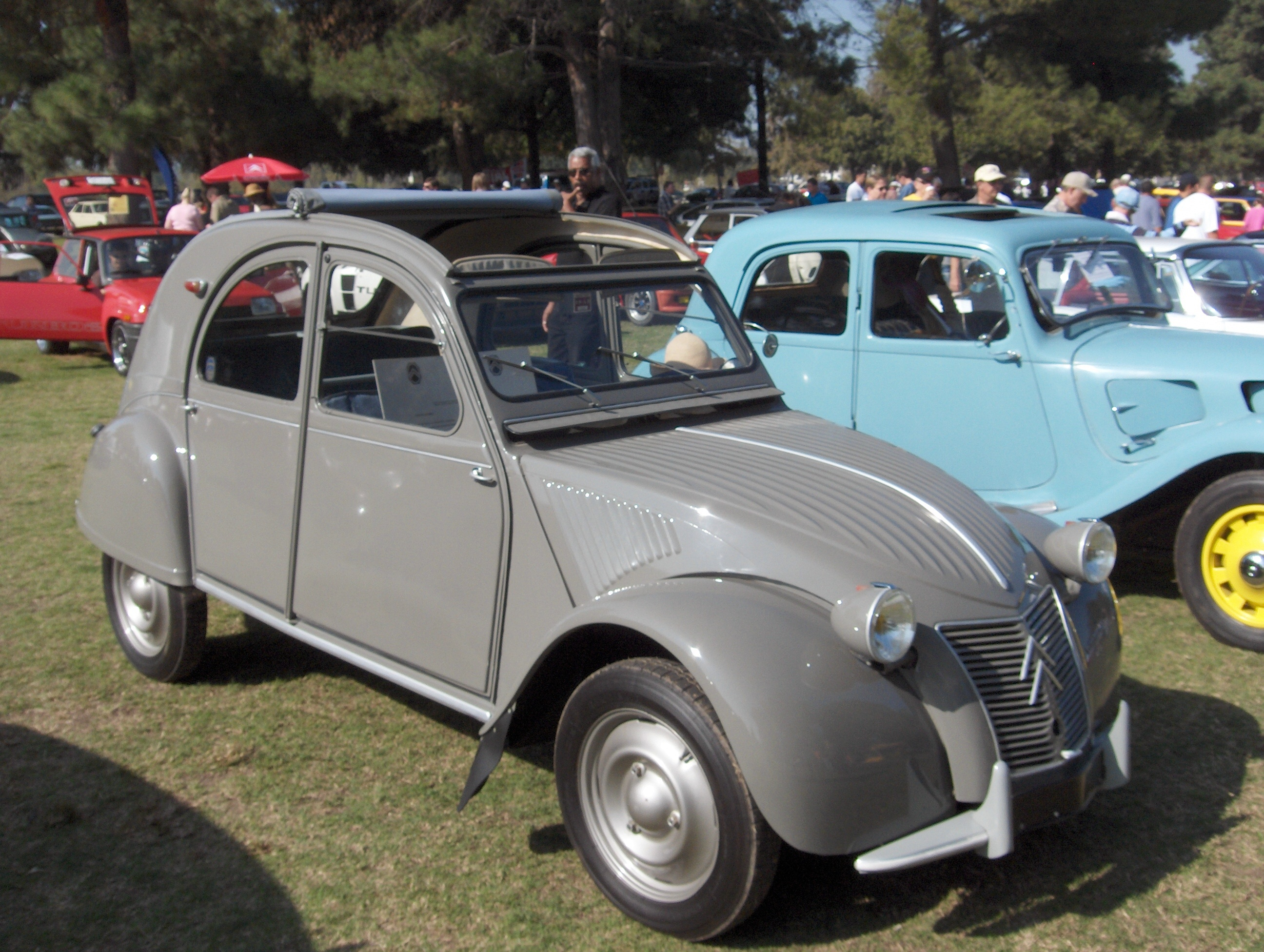
Citroën 2CV uit 1955 met opklapbare zijruit

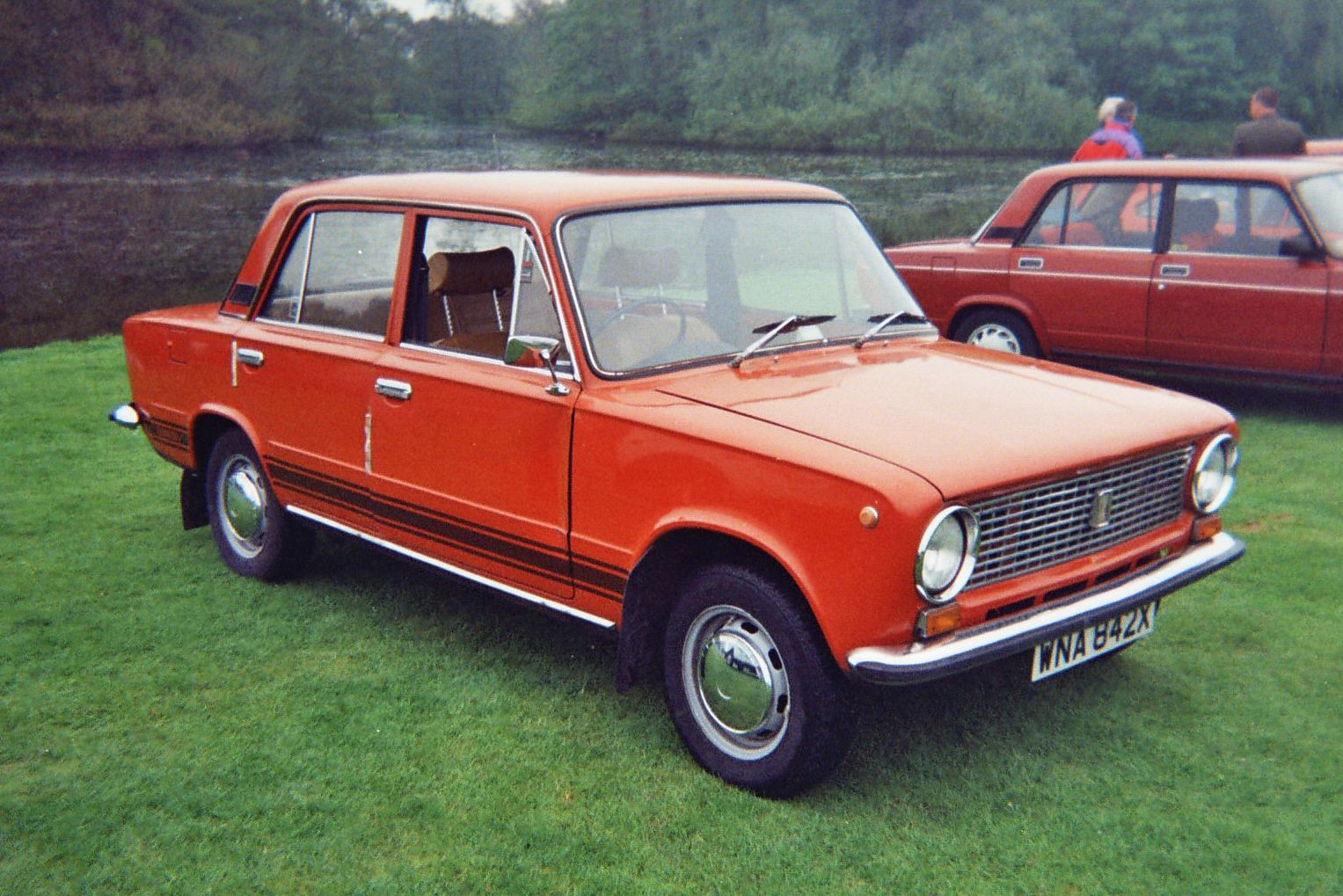
Lada 1200 met opengezet klein zijraampje

Een autoruit, met name de voor- en de achterruit van een auto, is gemaakt van gelaagd glas. Dit bestaat uit twee op elkaar geplakte ruiten met daartussen een laag polyvinylbutyral (PVB).
Ook zijn er gepantserde auto's, die ruiten hebben van kogelbestendig glas.
De zijruiten kunnen al of niet naar beneden in de deur openschuiven. Vroeger werden die met de hand naar beneden gedraaid tegenwoordig gaat het elektrisch. Ook waren er vroeger zijruiten die gedeeltelijk opengeklapt konden worden, zoals bij de 2CV of waarvan een klein gedeelte met een hefboompje opengezet konden worden, zoals bij de Lada 1200.

## Geschiedenis
De eerste auto's hadden geen ruiten en waren geheel open. Later kreeg de auto een glazen windscherm voor bescherming van de inzittenden tegen weer, wind, stof en insecten. Het glas bestond uit enkel glas, dat bij breuk snijwonden kon veroorzaken. Uiteindelijk kreeg de auto een gesloten carrosserie met voor-, zij- en achterruiten.
De Rumpler-Tropfenwagen (1921–1925) was de eerste auto met gebogen ruiten.
Tot in de jaren 1990 werden de voor- en achterruit vastgezet met een rubberen strip. Daarna werden deze ruiten vastgelijmd in verband met de opkomst van de airbag, die bij opblazen tegen de voorruit drukt. Ook gaf lijmen een grotere stabiliteit aan de carrosserie. Tegenwoordig is de voorruit een dragend deel van de carrosserie (30%) en zorgt voor een wezenlijk betere stijfheid van de carrosserie.

## Veiligheidsglas

### Enkellaags veiligheidsglas
Het eerste veiligheidsglas bestond uit gehard en voorgespannen glas.
Bij breuk valt de ruit in kleine stukjes uiteen, die geen grote wonden meer kunnen veroorzaken. Tegenwoordig wordt dit glas alleen nog voor de zij- en achterruiten gebruikt.

### Gelaagd veiligheidsglas
Tegenwoordig bestaat de voorruit uit gelaagd glas. Ook de achterruit kan uit gelaagd glas bestaan. Dit gelaagde glas bestaat uit twee op elkaar geplakte ruiten met daartussen een laag polyvinylbutyral (PVB). Gelaagd glas scheurt bij breuk. Een sterretje niet groter dan 2,6 cm door steenslag kan gerepareerd worden met kunsthars.

## Accessoires
De ruit kan met de volgende accessoires uitgevoerd worden:
- Kleur: wit, blauw, brons of groen met blauwe, groene of grijze strepen tegen de zon.
- Met gekleurde glasfolie beplakt: vermindert de uv-straling en de temperatuurstijging door de zonnestraling in de auto.
- Warmtewerend glas: hierbij is tegen de binnenkant van de ruit een met een metallische laag beklede film aangebracht, waardoor de warmtestraling gereflecteerd wordt.
- Verwarmde ruit
- Met een antenne voor de autoradio
- Met sensoren die reageren op regen, licht en luchtvochtigheid
- Head-up display (HUD): Projecteert informatie als snelheid, navigatie en controle instrumenten op de voorruit.